# L’Anse aux Meadows
L’Anse aux Meadows, z fr. L’Anse-aux-Méduses (Zatoka Meduz) – stanowisko archeologiczne znajdujące się na północnym krańcu Nowej Fundlandii w Kanadzie, gdzie w 1960 roku norweski podróżnik, dr Helge Ingstad i jego żona, archeolog Anne Stine Ingstad odnaleźli pozostałości osady wikingów. Potwierdziła się tym samym teoria, iż wikingowie docierali do północno-wschodnich wybrzeży Ameryki na długo przed wyprawą Krzysztofa Kolumba.
W 1978 roku UNESCO wpisało osadę na listę światowego dziedzictwa ludzkości.

## Nazwa
Miejsce znane obecnie jako L’Anse aux Meadows, na francuskich mapach żeglarskich z 1862 roku nosi nazwę Anse à la Médée. Określenie to odwołuje się prawdopodobnie do statku, któremu nadano nazwę Medea, po postaci z greckiej mitologii. W owym czasie była to częsta nazwa nadawana dalekomorskim okrętom. Zatoka, nad którą znajduje się osada, do dziś jest określana jako Médée Bay.
Nie jest natomiast jasne skąd wzięła się nazwa samej osady. Jedna z wersji mówi, że jest to zangielszczone przez brytyjskich osadników określenie „L’Anse à la Médée”. Inne wytłumaczenie jest takie, że L’Anse aux Meadows to przeinaczona nazwa „L’Anse aux Méduses” (zatoka meduz). Słowo „Méduses” mogło zostać zastąpione angielskim „Meadows” (łąki), ponieważ w okolicy znajduje się wiele łąk.

## Odkrycie
Przed odkryciem osady w 1960 roku, panowało przekonanie, że wspomniana w nordyckich sagach Winlandia (czyli kraina winorośli), musiała znajdować się w rejonie, w którym rosły dzikie winogrona. Na tej podstawie powstała hipoteza, że mógł to być obszar północnego wybrzeża Massachusetts, gdyż to najdalej na północ wysunięte miejsce, w którym ono rośnie. Jednakże Helge Ingstad podważył tę teorię, sugerując, że nazwa „Winlandia” prawdopodobnie oznacza „krainę łąk” i może znajdować się na półwyspie. Swoje spekulacje oparł na przypuszczeniu, że wikingowie, którzy ją zakładali musieli wybrać jakieś dogodne dla siebie miejsce, a obszary położone wzdłuż amerykańskiego wybrzeża nie były dla nich odpowiednie.
W 1960 roku George Decker, mieszkaniec małej rybackiej wioski L’Anse aux Meadows, pokazał Ingstadowi grupę kopców znajdujących się w pobliżu, którą miejscowi nazywali „starym indiańskim obozem”. Pokryte trawą nasypy przypominały bowiem resztki domów. W latach 1961–1968 Ingstad wraz z żoną Anne i międzynarodowym zespołem ekspertów przeprowadzili tam badania archeologiczne i ustalił, że są to pozostałości nordyckiej osady. Wskazywały na to zarówno znalezione przedmioty, jak i podobieństwa struktur budowli do tych z Grenlandii i Islandii z ok. 1000 roku. Odkryli, że osada składała się z co najmniej ośmiu budynków, w których znajdowały się m.in. kuźnia i stolarnia.
L’Anse aux Meadows to jedyna obecnie potwierdzona osada nordycka w Ameryce Północnej i dowód na to, że wikingowie podróżowali do Nowego Świata już ok. 500 lat przed Kolumbem. Po tym odkryciu badacze zaczęli podejrzewać, że mogły istnieć jeszcze inne osady lub przynajmniej jakieś kontakty handlowe pomiędzy wikingami a miejscową ludnością. W 2012 roku możliwe nordyckie placówki zidentyfikowano w Nanook na Ziemi Baffina, w Nunguvik oraz na wyspach Willows i Avayalik.

## Badania osady

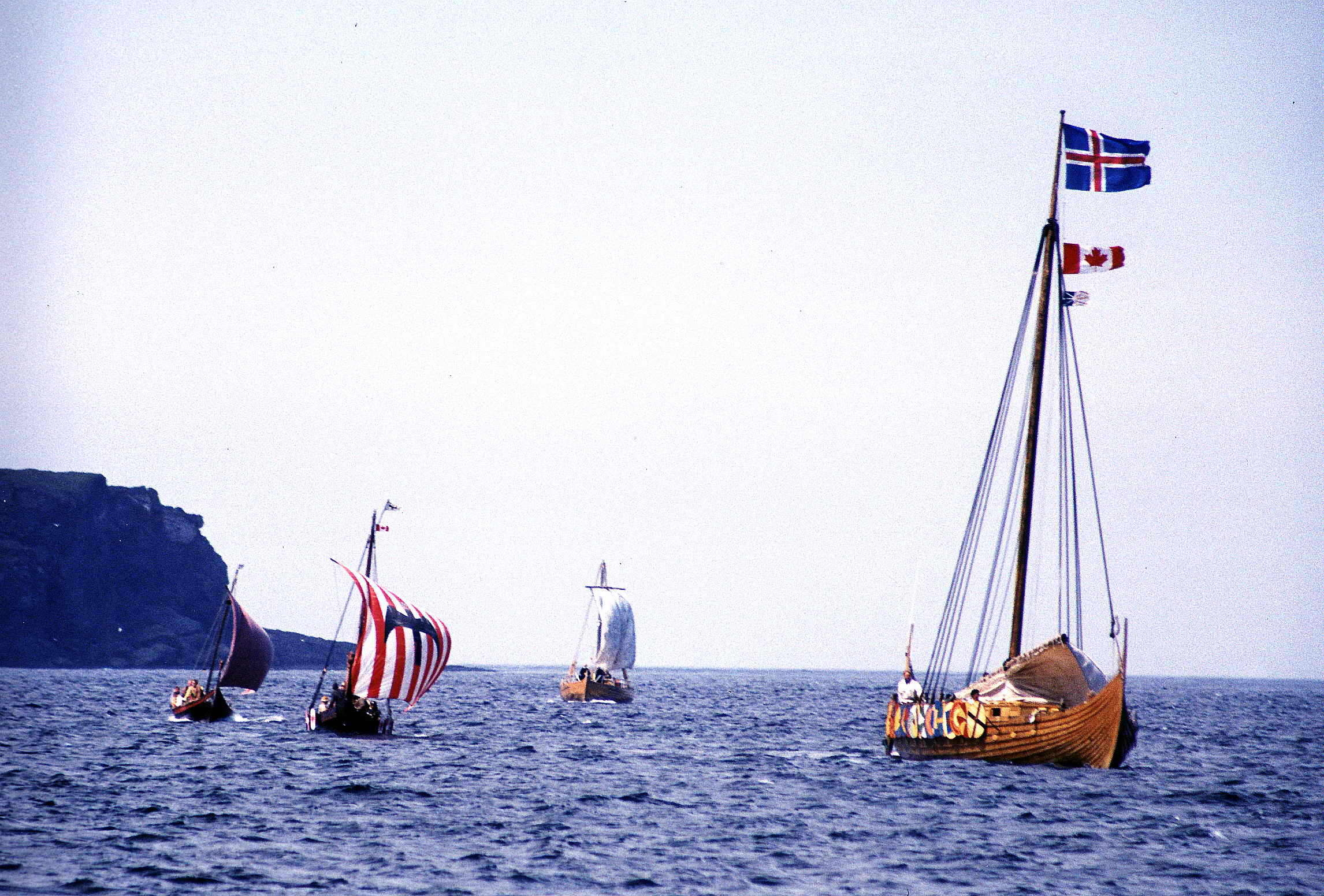
Lądowanie w L’Anse aux Meadows - inscenizacja z roku 2000

Wykopaliska archeologiczne, które przeprowadzono w latach 60. i 70. XX wieku pozwoliły oszacować datę powstania osady na około 1000 rok (datowanie radiowęglowe dało wynik między 990–1050).
Obecnie obszar L’Anse aux Meadows pokrywają w większości łąki, ale 1000 lat temu znajdowały się tam lasy, których drewno służyło wikingom do budowy łodzi, domów oraz wydobycia żelaza. Badacze zidentyfikowali osiem budynków, które w zależności od znalezionych w nich przedmiotów uznali za mieszkania lub warsztaty. Największy z domów mierzył 28,8 x 15,6 m i składał się z kilku pomieszczeń. Trzy mniejsze służyły za warsztaty lub mieszkania dla mniej znaczących członków załogi bądź niewolników. W pozostałych budynkach znajdowały się kuźnia, warsztat stolarski, oraz tartak wspierający małą stocznię, w której naprawiano łodzie.
Badacze odkryli także różne rzeczy codziennego użytku, m.in.: kamienną lampę olejną, osełkę, spinkę z brązu, fragment wrzeciona oraz igłę zrobioną z kości. Te ostatnie artefakty sugerują, że osadę zamieszkiwały również kobiety.
Z kolei wśród resztek jedzenia odnaleziono amerykańskie orzechy oleiste, co jest tym bardziej istotne, ponieważ w naturalnych warunkach nie występują one na północ od Nowego Brunszwiku. Ich obecność wskazuje więc na to, że nordyccy mieszkańcy osady, by je zdobyć musieli udać się dalej na południe. Odkryto również dowody świadczące o tym, że wikingowie polowali na różne miejscowe gatunki zwierzyny, ptaków i ryb. Jako że klimat L’Anse aux Meadows jest zbliżony do tego panującego na Grenlandii, to nie sprzyja to obfitości zwierzyny przez zbyt długi czas. W tym czasie bowiem większość zwierząt albo zapada w sen, albo wyrusza na południe. Z tego powodu zimy dla osadników musiały być bardzo trudne, więc wielu badaczy uważa, że osada była zamieszkiwana przez stosunkowo krótki czas.
Nie wydaje się jednak by te głosy brały pod uwagę istnienie w tamtym czasie średniowiecznego optimum klimatycznego – zjawiska odpowiedzialnego za nazwanie przez Skandynawów Zieloną Wyspą później lodowatej Grenlandii.

## W sagach

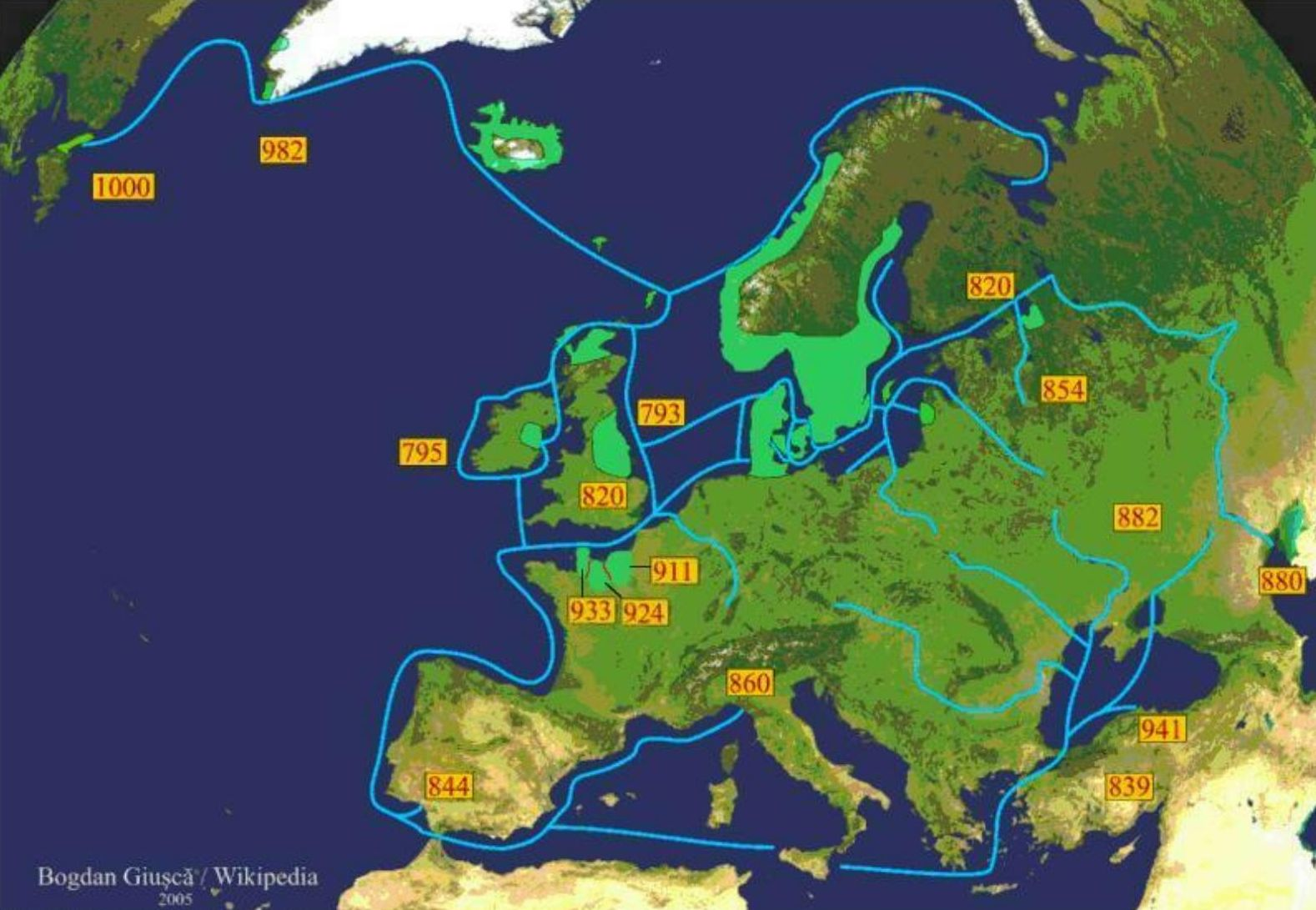
Mapa ekspansji wikingów

Odkrycie L’Anse aux Meadows sprowokowało podejrzenia, że osada może być Winlandią wzmiankowaną w nordyckich sagach. Jednakże pierwszym Europejczykiem, który o niej wspominał był niemiecki duchowny Adam z Bremy, który pisał o niej w liście do arcybiskupstwa Hamburga i Bremy w 1073 roku.
Nordyckie sagi zostały spisane później, ale opierały się na starszych przekazach ustnych. Dwie z nich: Saga o Grenlandczykach i Saga o Eryku Rudym opisują historię wikingów, którzy na zachód od Grenlandii odkryli nową ziemię i nadali jej nazwę Winlandia. Sagi wspominają również, że jej kolonizacja nie powiodła się z powodu konfliktów między osadnikami, jak również z powodu starć z miejscową ludnością, którą nazwali Skrælingami.
Badania archeologiczne sugerują, że osada L’Anse aux Meadows nie była Winlandią, ale znajdowała się na obszarze, który tak nazywano. Miałby on obejmować tereny na południe od L’Anse aux Meadows do Rzeki Świętego Wawrzyńca i Nowego Brunszwiku. Sama osada służyła przypuszczalnie za zimowisko i bazę wypadową dla wypraw udających się na południe do Zatoki Świętego Wawrzyńca.

## Galeria

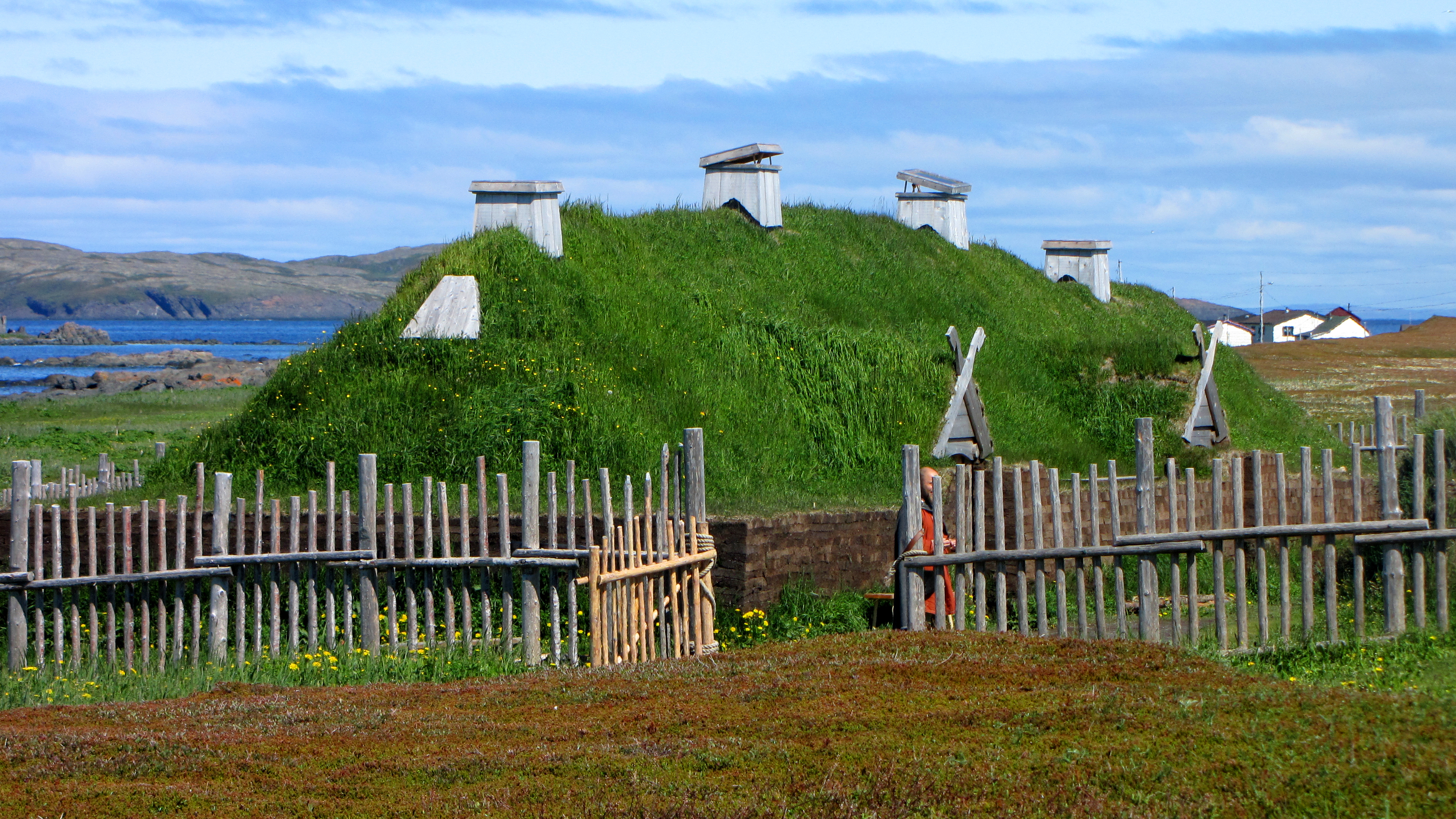
Jeden z odtworzonych domów
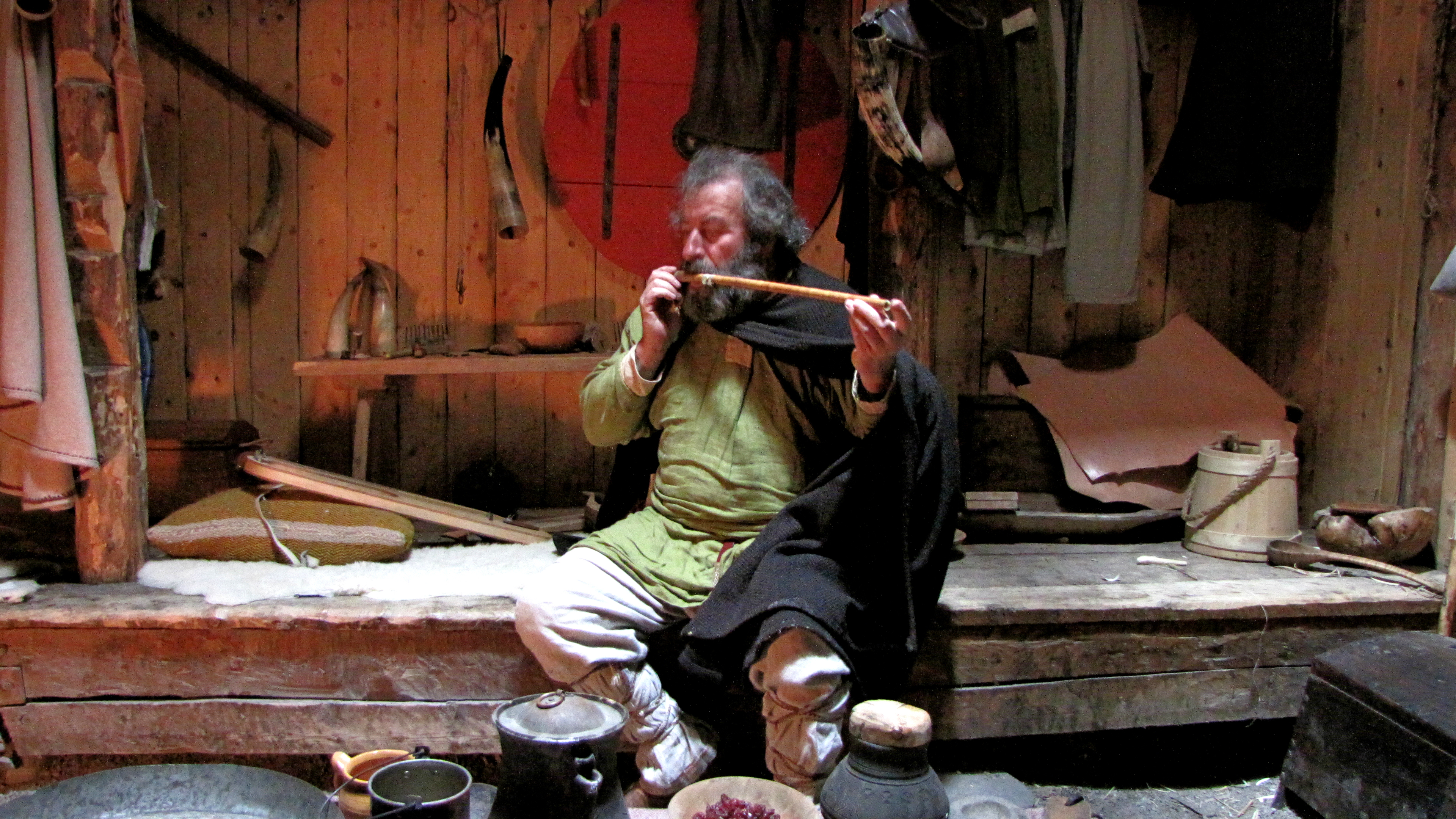
Zrekonstruowane wnętrze
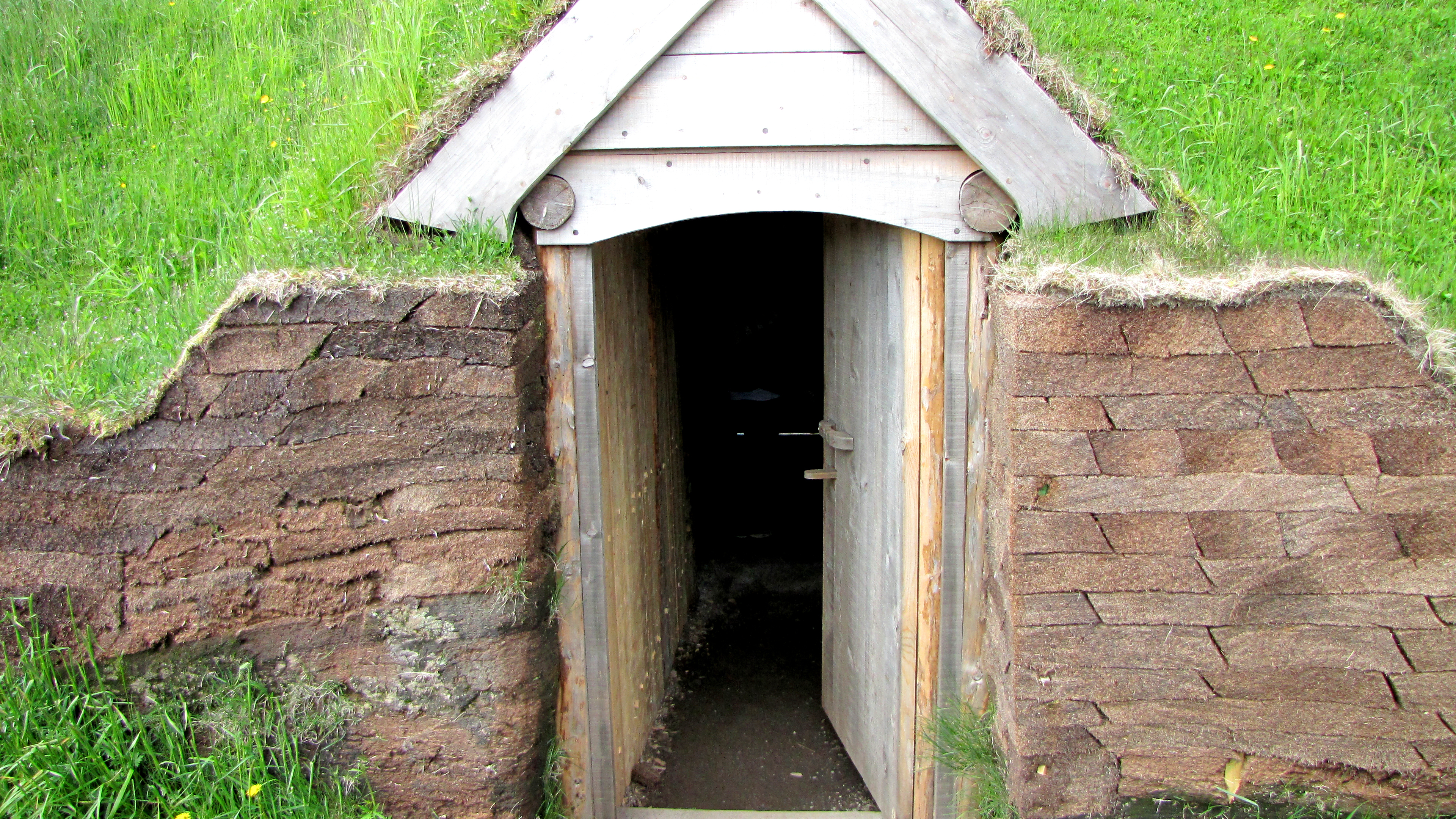
Wejście do domu
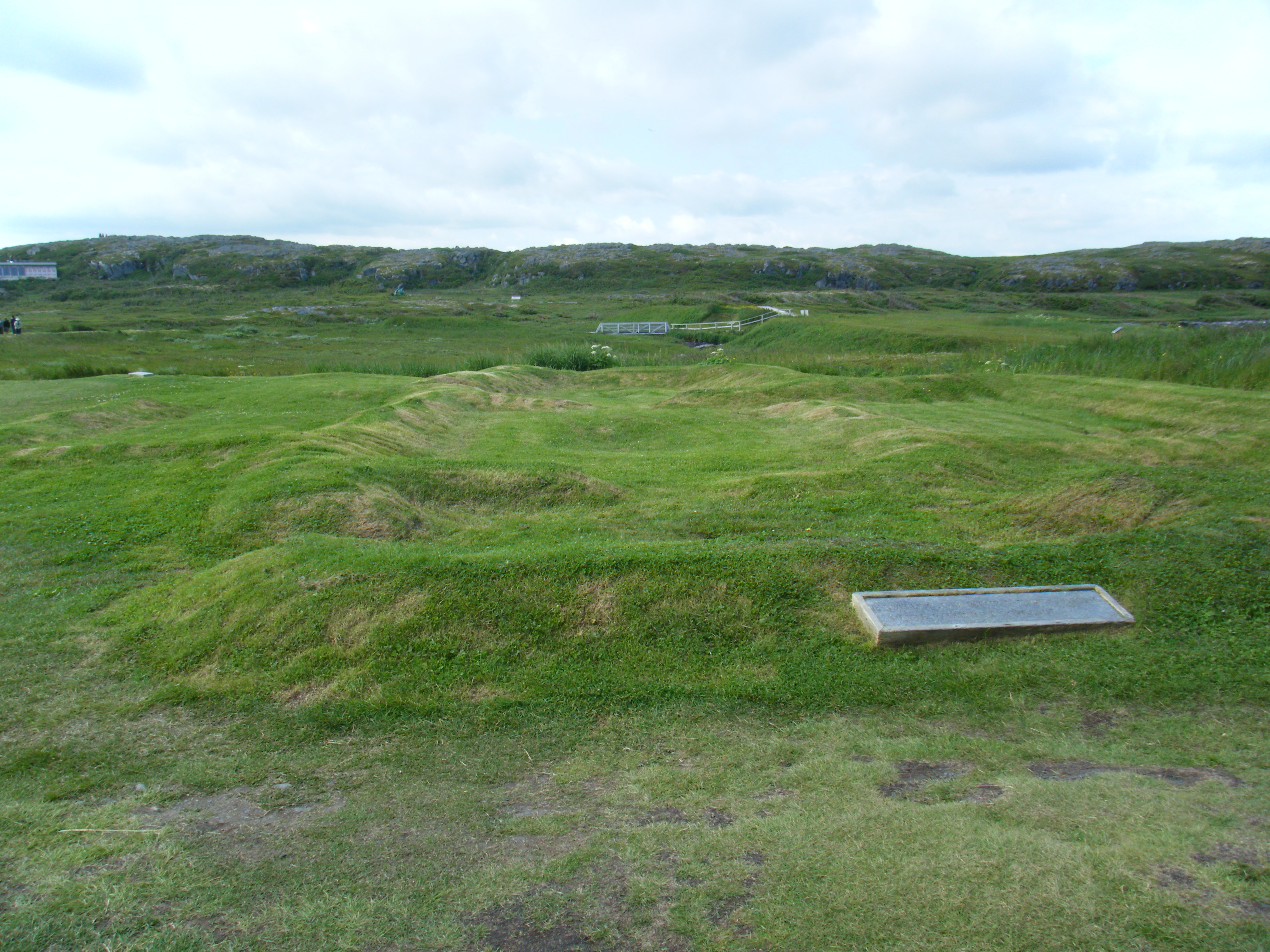
Pozostałości zabudowań